# Everlife (2007)
Everlife é o título do segundo CD de estúdio do Everlife, mas sendo considerado o CD de lançamento por ser maior que o anterior Everlife (2004). Foi lançado pela Buena Vista Records em 20 de fevereiro de 2007.

## Tracklist
| #  | Título                     | Compositores e Produtores                                             | Tempo |
| -- | -------------------------- | --------------------------------------------------------------------- | ----- |
| 1  | "Faded"                    | The Veronicas, Matthew Gerrard, Robbie Nevil                          | 3:41  |
| 2  | "Goodbye"                  | Adam Watts, Andy Dodd, Amber Hezlep, Julia Ross, Sarah Ross           | 3:16  |
| 3  | "I Could Get Used To This" | Jessica Origliasso, Lisa Origliasso, Joshua Berman, William Steinberg | 3:27  |
| 4  | "Where You Are"            | Daniel Cage, Amber Hezlep, Julia Ross, Sarah Ross                     | 3:32  |
| 5  | "Static"                   | Ashley Gorley, Chris Farren                                           | 3:27  |
| 6  | "What I Like About You"    | Walter Palamarchuk, Jimmy Marinos, Mike Skill                         | 3:08  |
| 7  | "Daring To Be Different"   | Jamie Houston, Amber Hezlep, Julia Ross, Sarah Ross                   | 3:45  |
| 8  | "Find Yourself In You"     | Matthew Gerrard, Amber Hezlep, Julia Ross, Sarah Ross                 | 3:33  |
| 9  | "Look Through My Eyes"     | Phil Collins                                                          | 3:10  |
| 10 | "Now Or Never"             | Matthew Gerrard, Amber Hezlep, Julia Ross, Sarah Ross                 | 3:03  |
| 11 | "Real Wild Child"          | J. Greenan, J. O'Keefe, D. Owens                                      | 3:15  |
| 12 | "Go Figure"                | Adam Watts, Andy Dodd                                                 | 4:08  |
| 13 | "Angels Cry"               | Kevan Cyka, Dan Needham, Amber Hezlep, Julia Ross, Sarah Ross         | 4:02  |

### Bonus tracks
1. "I Can Love You"* - 3:50
2. "Heaven Open Your Eyes"* - 3:24

(*Faixas exclusivas da CBA, disponível apenas em livrarias Cristãs, como Family Christian e Lifeway)